# Tratado de Mellifont

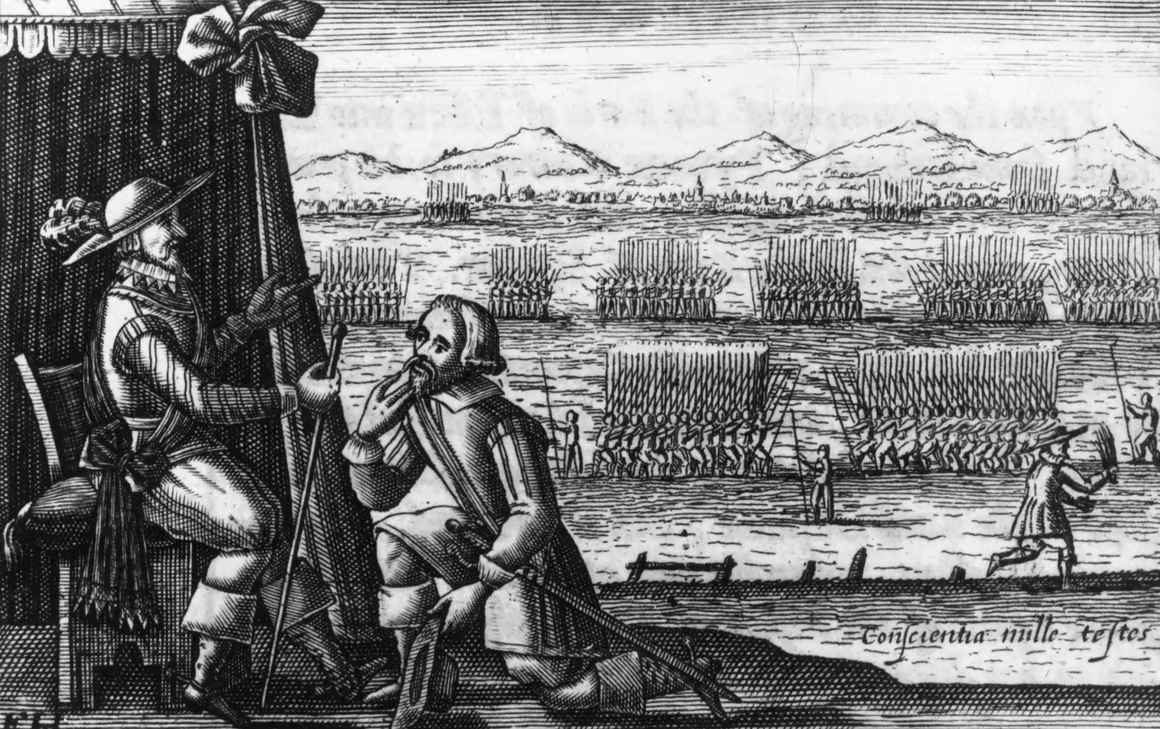
Hugo O'Neill, Conde de Tyrone sometiéndose ante Charles Blount, Barón de Mountjoy. Ilustración de 1754.

El Tratado de Mellifont (en irlandés: Conradh na Mainistreach Móire), también conocido como los Artículos de Mellifont, fue firmado en 1603 y puso fin a la Guerra de los Nueve Años qué tuvo lugar en el Reino de Irlanda de 1593 a 1603.

## Final de la guerra
Tras la victoria inglesa en la batalla de Kinsale, los dirigentes que luchaban en Cork regresaron a proteger sus territorios. El Lord Diputado de Irlanda, Charles Blount, Barón de Mountjoy, había triunfado dónde su predecesor, el conde de Essex, había fallado. Aun así, Mountjoy sabía que mientras Hugh O'Neill siguiera en libertad, constituía una amenaza. A pesar de que la mayoría de los pequeños jefes aliados con él habían sido sometidos, Rory O'Donnell, Brian Oge O'Rourke, Cuchonnacht Maguire (hermano de Hugh Maguire), y Donal Cam O'Sullivan Beare seguían siendo leales al Gran Conde.
Durante la primavera de 1603, Mountjoy concentró su campaña en los condados del norte y la provincia de Leinster y ordenó el empleo de políticas de tierra quemada. Las cosechas y el ganado fueron asolados y la hambruna se extendió rápidamente. Mountjoy y el Consejo Privado urgieron a la reina Isabel I de Inglaterra a concluir una paz. La guerra costaba tres cuartas partes del presupuesto anual del Exchequer, y la anciana Reina envejecida había sido obligada a mantener un ejército de 20 000 hombres durante varios años.
Por contraste, el ejército inglés que se hallaba en los Países Bajos durante la Guerra de los Ochenta Años nunca había contado con más de 12 000 soldados. Horrorizada por el coste de la guerra, Isabel abandonó sus pretensiones de rendición incondicional y autorizó a Mountjoy a negociar con El O'Neill términos honorables de rendición.

## Negociaciones
Los agentes empleados por el Lord Diputado en las negociaciones fueron Sir William Godolphin y Sir Garrett Moore, antepasado de los Marqueses de Drogheda. Moore, amigo personal de O Neill, se reunió con él durante su retirada a comienzos de marzo cerca del Lough Neagh y le persuadió para iniciar las negociaciones bajo un salvoconducto.
Las negociaciones tuvieron lugar en Mellifont, cerca de Ballymascanlan en el Condado Louth. Aquí estaba la sede de Sir Garrett, que había sido adquirida por su familia tras la disolución de la abadía Cisterciense.
El 27 de marzo, Mountjoy fue informado de la muerte de la reina en Londres el 24 de marzo, pero mantuvo la información en secreto hasta el 5 abril, evitando que el nuevo rey Jacobo I pudiera nombrar nuevos negociadores, lo que hubiera retrasado todo el proceso.

## Términos

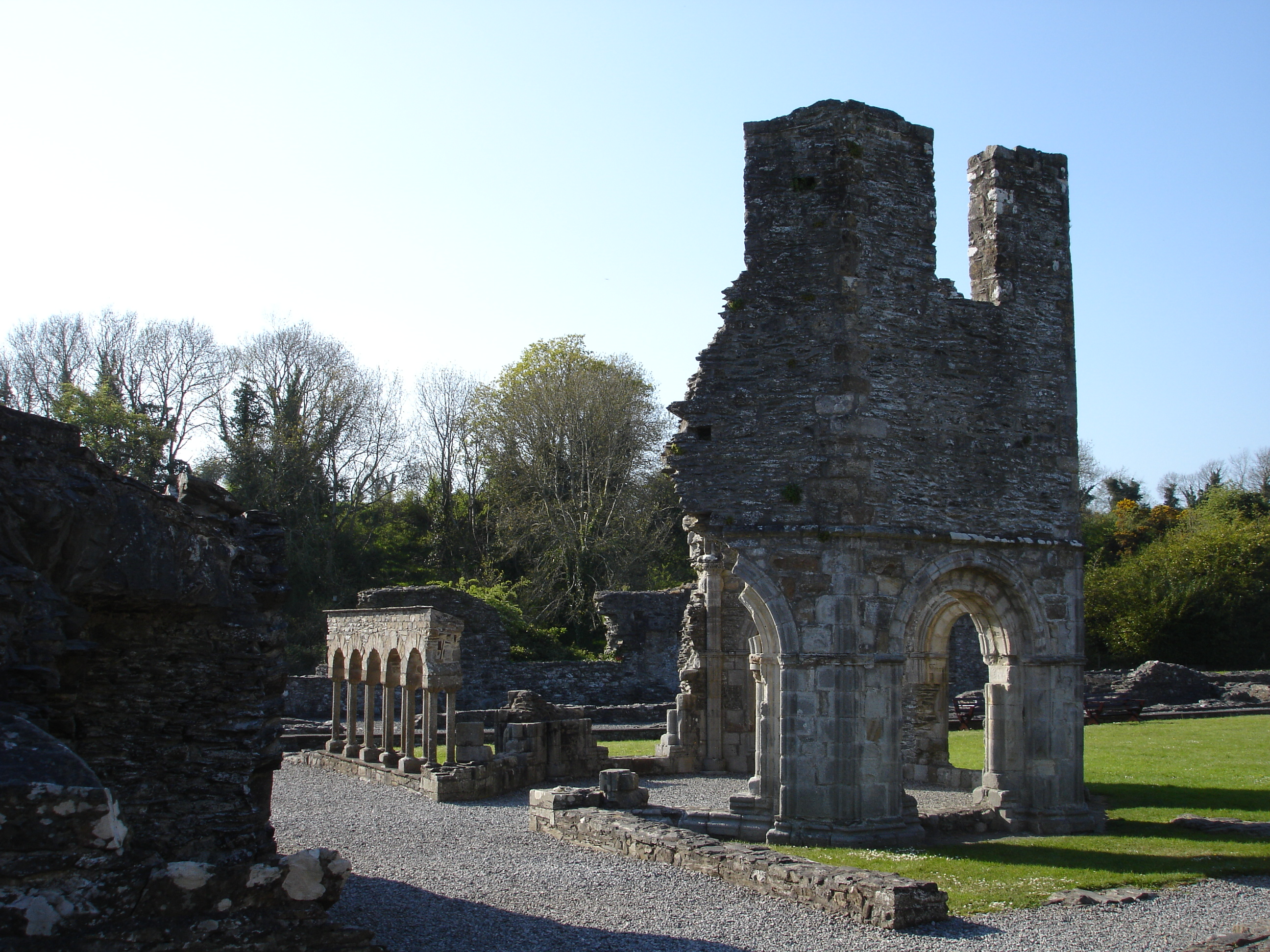
Abadía de Mellifont

El 30 de marzo, Tyrone se sometió a la Corona.El perdón y los términos del acuerdo fueron considerados muy generosos en la época:
- A cambio de renunciar el título gaélico, de Uí Néill (en inglés: El O'Neill), la proscripción que había despojado a Hugh O'Neill del título de conde de Tyrone sería revertida, permitiéndole ocupar un escaño en la Cámara de los Lores de Irlanda.
- Mantendría sus territorios ancestrales, excepto de las tierras de la Iglesia, que serían poseídas bajo la ley de propiedad inglesa.
- El Conde de Tyrone juraba lealtad a la Corona y no buscar del auxilio de otros países. A cambio, recibiría el indulto.
- Las Leyes Brehon serían reemplazadas por la legislación inglesa.
- Los condes no podrían mantener a los bardos gaélicos.
- El inglés sería la lengua oficial.
- No se podrían construir Universidades católicas en sus propiedades.

Los acuerdos eran similares a los acuerdos de rendición y reconcesión negociados por la Corona después de 1537 con muchos de los caciques irlandeses, pero inusualmente, el conde no fue obligado a convertirse a la Iglesia de Irlanda.

## Consecuencias
Según el Tratado de Londres, los reyes de Inglaterra y España se comprometieron a cesar "toda hostilidad y enemistad" a partir del 24 de abril de 1603. Los términos del acuerdo establecían que ninguno de las partes proporcionaría "soldados, provisiones, dinero [sic], munición de armas o cualquiera otra clase de asistencia que fomentara [sic] la guerra con los enemigos y rebeldes de la otra parte". Según esto, los rebeldes irlandeses entendieron que no podían esperar más ayuda de España. 
El 2 de junio de 1603, Mountjoy abandonó Irlanda en compañía de Hugh O'Neill y del nuevo señor de Tír Conaill, Rory O'Donnell, para entrevistarse con Jacobo I en Londres. 
En 1604, un Acta de Amnistía declaó que todas las  "ofensas contra la Corona" cometidas antes de la ascensión del Rey serían "perdonadas, remitidas, y absolutamente extinguidas". O'Neill regresó a Úlster y pareció haberse convertido en un súbdito modelo de la Corona; Mountjoy`fue nombrado miembro del Consejo Privado y el anciano Sir George Carey, que asumió el cargo de Lord Diputado, no realizó ningún intento de cortar las alas de Tyrone.
La situación cambió cuando Sir Arthur Chichester fue nombrado nuevo Lord Diputado en febrero de 1605. Chichester consideraba el catolicismo irlandés como una amenaza para la corona después de que fuera descubierta Conspiración de la Pólvora en octubre de 1605. Aunque ningún irlandés estuvo implicado en el complot, supervisó una extensa persecución hacia los católicos, y ordenó la ejecución de dos obispos. La campaña fue dirigida mediante funcionarios reales que actuaban investigando las denuncias de "servitors" (arrendatarios) para socavar la autoridad de Tyrone y Tyrconnell y para erosionar su base económica. Cuando Hugh O'Neill y otros jefes abandonaron Irlanda en la Fuga de los Condes (1607) en busca de la ayuda de España, Chichester quedó facultado para confiscar sus tierras. Durante los siguientes diez años tuvo lugar la Colonización del Úlster.
Algunos de los señores gaélicos leales a la corona se mostraron descontentos con la devolución de tierras a los líderes rebeldes, entre ellos Cahir O'Doherty, que se levantó en rebelión, en 1608, incendiando Derry.